# Tornillo
Tornillo é uma Região censo-designada localizada no estado norte-americano do Texas, no Condado de El Paso.

## Demografia
Segundo o censo norte-americano de 2000, a sua população era de 1609 habitantes.

## Geografia
De acordo com o United States Census Bureau tem uma área de 8,9 km², totalmente coberta por terra. Tornillo localiza-se a aproximadamente 1093 m acima do nível do mar.

## Localidades na vizinhança
O diagrama seguinte representa as localidades num raio de 24 km ao redor de Tornillo.